# Moranopteris zurquina
Moranopteris zurquina är en stensöteväxtart som först beskrevs av Edwin Bingham Copeland, och fick sitt nu gällande namn av R.Y.Hirai och J.Prado. Moranopteris zurquina ingår i släktet Moranopteris och familjen Polypodiaceae. Inga underarter finns listade.